# Velika nagrada Emilije - Romanje
Velika nagrada Emilije - Romanje (italijansko Gran Premio dell'Emilia-Romagna) je dirka Svetovnega prvenstva Formule 1, ki se je odvijala med letoma 2020 in 2025 na dirkališču Autodromo Internazionale Enzo e Dino Ferrari v italijanskem mestu Imola v deželi Emilija - Romanja. Gre za dirkališče, ki je pred tem gostilo Veliko nagrado Italije leta 1980 ter Veliko nagrado San Marina med letoma 1981 in 2006.

## Ozadje in zgodovina
Po izbruhu pandemije koronavirusne bolezni 2019 je prišlo do sprememb prvotno načrtovanega koledarja dirk za sezono 2020, saj so bile številne dirke odpovedane. Velika nagrada Emilije - Romanje je bila dodana spremenjenemu koledarju kot ena od več začasnih Velikih nagrad, ki so imele nadomestiti izgubo prvotno načrtovanih dirk in potekati le v sezoni 2020. Tega leta se je dirkaški vikend za Veliko nagrado Emilije - Romanje odvijal le v soboto in nedeljo (31. oktobra in 1. novembra). Pred sobotnimi kvalifikacijami je potekal edini trening, saj običajnih dveh petkovih treningov ni bilo. V kvalifikacijah je najboljši čas postavil Valtteri Bottas iz moštva Mercedes, medtem ko je na dirki zmagal njegov moštveni kolega Lewis Hamilton.
Ker je pandemija koronavirusa znova povzročila odpovedi več dirk v sezoni 2021, se je Velika nagrada Emilije - Romanje tega leta odvijala še drugič. Na sporedu je bila 18. aprila kot druga dirka v sezoni, nadomestila pa je odpovedano Veliko nagrado Kitajske. V kvalifikacijah je bil najhitrejši Lewis Hamilton iz moštva Mercedes, medtem ko je na deževni dirki zmagal Max Verstappen iz moštva Red Bull Racing.
V sezoni 2022 je Velika nagrada Emilije - Romanje znova nadomestila Veliko nagrado Kitajske in potekala že tretjič. V začetku leta 2022 so organizatorji sporočili, da so podpisali pogodbo, ki bo zagotovila odvijanje dirk za Veliko nagrado Emilije - Romanje najmanj do sezone 2025. Tretja dirka za Veliko nagrado Emilije - Romanje se je odvijala 24. aprila 2022 kot četrta dirka sezone. Šlo je za prvo od treh dirk v tem letu, kjer so bila startna mesta za glavno dirko v nedeljo podeljena na podlagi rezultata 100-kilometrske sprinterske dirke v soboto. Na obeh dirkah je zmagal Max Verstappen iz moštva Red Bull, ki je bil najhitrejši tudi v petkovih kvalifikacijah. Drugo mesto je na nedeljski dirki dosegel Nizozemčev moštveni kolega Sergio Pérez. Šlo je za prvo dvojno zmago avstrijskega moštva po dirki za Veliko nagrado Malezije 2016.
Pred sezono 2023 je bila dirka za Veliko nagrado Emilije - Romanje uvrščena na koledar dirk kot sedma na sporedu ter je imela potekati 21. maja. Po odpovedi dirke za Veliko nagrado Kitajske je imela biti šesta dirka v sezoni 2023, a je bila nazadnje 17. maja zaradi poplav v deželi Emilija - Romanja odpovedana.
Dirka se je vrnila v sezoni 2024, ko je svojo tretjo zmago na Veliki nagradi Emilije - Romanje dosegel Verstappen. Nizozemec je zmagal tudi na naslednji dirki v sezoni 2025 in s tem dosegel svojo četrto zmago na petih dirkah za Veliko nagrado Emilije - Romanje. Pogodbe po sezoni 2025 niso podaljšali ter dirke za Veliko nagrado Emilije - Romanje v sezoni 2026 ne bo.

## Zmagovalci
| Leto | Dirkač         | Konstruktor           | Poročilo |
| ---- | -------------- | --------------------- | -------- |
| 2025 | Max Verstappen | Red Bull Racing-RBPT  | Poročilo |
| 2024 | Max Verstappen | Red Bull Racing-RBPT  | Poročilo |
| 2022 | Max Verstappen | Red Bull Racing-RBPT  | Poročilo |
| 2021 | Max Verstappen | Red Bull Racing-Honda | Poročilo |
| 2020 | Lewis Hamilton | Mercedes              | Poročilo |
| Vir: |                |                       |          |